# أنو نيمينن
أنو نيمينن (بالفنلندية: Anu Nieminen)‏ هي لاعبة كرة الريشة فنلندية، ولدت في 16 ديسمبر 1977 في هلسنكي في فنلندا.

## وصلات خارجية
- أنو نيمينن على موقع BWF.tournamentsoftware.com (الإنجليزية)
- أنو نيمينن على موقع BWFbadminton.com (الإنجليزية)
- أنو نيمينن على موقع اللجنة الأولمبية الدولية (الإنجليزية)
- أنو نيمينن على موقع أوليمبيديا (الإنجليزية)